# ラムパイパンニー
ラムパイパンニー（タイ語: รำไพพรรณี, ラテン文字転写: Rambhai Barni、1904年12月20日 - 1984年5月22日）は、タイ王国国王ラーマ7世の王妃。旧名、モムチャオイン・ラムパイパンニー・サワットディワット（タイ語: หม่อมเจ้าหญิง รำไพพรรณี สวัสดิวัตน์）。サワットディワットウィシット王子の次女。愛称は「タンインナー」（タイ語: ท่านหญิงนา "ナー王女"）。 日本では、ラムバイ・バルニと表記されることがある。
第二次世界大戦は、しばしば日本に旅行に訪れている。1952年（昭和27年）4月6日には、妹2人を連れて来日。翌7日には昭和天皇、香淳皇后に午餐に招かれている。

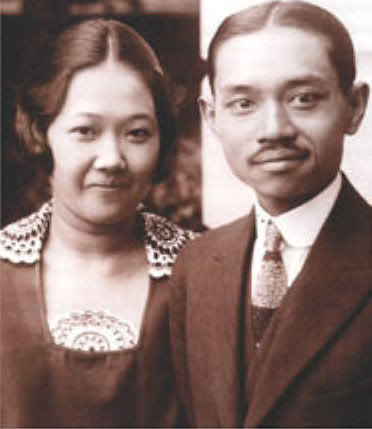
英国に亡命中のプラチャーティポックとラムパイパンニー